# Fondagno
Fondagno è una frazione del comune di Pescaglia (Lucca), si trova sul lato destro del torrente Pedogna.
Il paese nacque come borgo castellano, e di un antico castello c'è ricordo in un documento dell'897.
La chiesa primitiva, col nome di San Michele di Fondagno, figura negli estimi del 1260 e del 1387. Era una piccola costruzione romanica, che sembra sia stata consacrata da San Anselmo, vescovo di Lucca. Nel corso dei secoli la chiesa ha subìto numerosi restauri e modifiche. Vi sono conservati preziosi arredi e dipinti.
Il campanile è decorato nella parte superiore da eleganti archetti pensili e sulla sommità da quattro ariose bifore.